# Elecciones generales de Nueva Zelanda de 2008
Las elecciones generales de Nueva Zelanda de 2008 determinaron el 49.º Parlamento de Nueva Zelanda.
122 escaños de la Cámara de Representantes de Nueva Zelanda fueron elegidos, 70 de los electorados y 52 de las listas de los partidos.
Nueva Zelanda utiliza el sistema de representación proporcional mixta dando a los votantes dos votos: uno para un partido político y otro para el representante de su electorado correspondiente.
Se registraron 2,376,480 votos y una participación del 79.46 %. El candidato del Partido Nacional y primer ministro, John Key, ganó las elecciones por primera vez, terminando un período de nueve años de gobierno para el Partido Laborista.

## Resultados
| Partido | Partido             | Votos     | % de votos | % de votos | Escaños    | Escaños | Escaños | Escaños |
| Partido | Partido             | Votos     | %          | -/+        | Electorado | Lista   | Total   | -/+     |
| ------- | ------------------- | --------- | ---------- | ---------- | ---------- | ------- | ------- | ------- |
|         | Partido Nacional    | 1,053,398 | 44.93      | +5.83      | 41         | 17      | 58      | +10     |
|         | Partido Laborista   | 796,880   | 33.99      | −7.11      | 21         | 22      | 43      | −7      |
|         | Partido Verde       | 157,613   | 6.72       | +1.42      | 0          | 9       | 9       | +3      |
|         | ACT                 | 85,496    | 3.65       | +2.14      | 1          | 4       | 5       | +3      |
|         | Partido Maorí       | 55,980    | 2.39       | +0.27      | 5          | 0       | 5       | +1      |
|         | Partido Progresista | 21,241    | 0.91       | -0.25      | 1          | 0       | 1       | 0       |
|         | Futuro Unido        | 20,497    | 0.87       | −1,80      | 1          | 0       | 1       | -2      |
|         | Otros partidos      | 153,461   | 6.55       | +5.23      | 0          | 0       | 0       | −7      |
| Total   | Total               | 2,344,566 | 100.00     |            | 70         | 52      | 122     | 0       |

- Datos: Q1366881
- Multimedia: 2008 New Zealand election / Q1366881